# Парламентарни избори в България (1901)
Парламентарните избори за XI народно събрание се провеждат на 28 януари 1901 г. в Княжество България. Липсата на изявен победител от изборите води до коалиционното правителство Каравелов 4, съставено от министри на Демократическата партия, Прогресивнолибералната партия и с парламентарната подкрепа на Народната партия. Избрани са 164 депутати при избирателна активност от 42,7%.

## Резултати
Прогресивнолибералната партия печели 40 места, макар да остава на трето място сред избирателите. Те, а също така Народната и Демократическата партия, печелят много голям брой депутати спрямо изборите от 1899 г. Либералната партия губи почти всичките си места в Народното събрание. БЗНС печели 12 места в парламента. В така създалата се патова ситуация е много трудно законодателството и управлението да работят добре. Няколко месеца по-късно Каравелов подава оставка.
| Партия                      | Места | +/– | Процент | Гласове |
| --------------------------- | ----- | --- | ------- | ------- |
| Прогресивнолиберална партия | 40    | +32 | 20,1%   | 58 860  |
| Народна партия              | 29    | +27 | 22,8%   | 66 910  |
| Демократическа партия       | 27    | +17 | 16,8%   | 49 070  |
| Народнолиберална партия     | 24    | +5  | 22,4%   | 65 680  |
| БЗНС                        | 12    | +12 | 7,7%    | 22 600  |
| Либерална партия            | 5     | -84 | 5,2%    | 15 110  |
| БРСДП                       | 2     | -2  | 5,0%    | 14 680  |
| Консервативна партия        | 2     | +1  | –       | –       |
| Други                       | 4     | 0   | –       | –       |
| Независими                  | 19    | -13 | –       | –       |
| Общо                        | 164   | -5  | 100%    | 292 910 |